# NGC 5668
NGC 5668 (również PGC 52018 lub UGC 9363) – galaktyka spiralna (Sd), znajdująca się w gwiazdozbiorze Panny. Odkrył ją William Herschel 29 kwietnia 1786 roku.
W galaktyce zaobserwowano supernowe SN 1952G, SN 1954B i SN 2004G.